# Aeropuerto de Brevig Mission
El Aeropuerto de Brevig Mission (IATA: KTS, OACI: PFKT, FAA LID: KTS) es un aeropuerto público ubicado en Brevig Mission, una ciudad en el estado de Alaska.
Según la FAA, el aeropuerto tuvo 2.696 pasajeros en 2007, un descenso del 14% respecto a los 3.152 pasajeros de 2006.

## Instalaciones
El Aeropuerto de Brevig Mission abarca una superficie de 139 ha, a una elevación de 12 metros sobre el nivel del mar. Tiene dos pistas de grava: la 11/29 tiene 3.000 por 100 pies (914 x 30 m); y la 04/22 tiene 2.110 por 75 pies (643 x 23 m).

## Aerolíneas y destinos
- Bering Air (Nome, Wales)[5]
- Frontier Flying Service (Nome, Teller)[6]